# Direcția Generală de Asistență Socială și Protecția Copilului
Direcția Generală de Asistență Socială și Protecția Copilului (D.G.A.S.P.C.) este instituția publică din România aflată în subordinea consiliilor judetene respectiv subordinea consiliilor locale la nivel de sectoare în municipiul Bucuresti, care oferă asistență și sprijin pentru copii, familie, persoane singure, persoane în vârstă, persoane aflate având nevoie de ajutor, abuzate, marginalizate sau cu dizabilități și oricărei persoane aflate în nevoie. 

## Misiune
Misiunea instituției este de a asigura persoanelor domiciliate pe raza sa de acțiune un sistem de asistență socială care să răspundă nevoilor identificate și să ofere o securitate socială universală și cuprinzătoare.
DGASPC, ca instituții publice cu personalitate juridică, în subordinea consiliului județean, sunt parteneri-cheie pentru consiliile locale în satisfacerea nevoilor copiilor și familiilor. 
DGASPC asigură la nivelul județean, respectiv la nivelul sectoarelor municipiului București aplicarea politicilor și strategiilor de asistență socială în domeniul protecției copilului, familiei, persoanelor singure, persoanelor vârstnice, persoanelor cu handicap, precum și a oricăror persoane aflate în nevoie. DGASPC au în subordine ansamblul serviciilor rezidențiale și de tip familial destinate copiilor pentru care au fost stabilite, în condițiile legii, măsuri de protecție specială în afara propriei familii: pentru copiii separați temporar de familie, cu acordul/la solicitarea părinților, măsura este decisă de către Comisia pentru protecția copilului, iar pentru copiii aflați în pericol în familie, pentru care nu există acordul părinților și pentru copiii lipsiți de părinți sau ai căror părinți au fost decăzuți din drepturile părintești măsura este decisă de către instanța judecătorească, la solicitarea DGASPC.

## Organizare
DGASPC este organizată funcțional pe următoarele componente:  Direcția de Protecție a Copilului, Direcția de Protecție a Adultului și Direcția Economică:

### Direcția de Protecție a Copilului
Direcția de Protecție a Copilului cuprinde: Serviciul de tip familial, Serviciul Evaluare Complexă, Compartiment Adopții, Compartiment Monitorizare, Serviciul Consiliere și Sprijin pentru Părinți și Copii, Compartiment Telefonul Copilului, Serviciul de Asistență Maternală, Serviciul de Coordonare și Informare pentru Copiii Străzii, Compartiment Delicvență Juvenilă, Compartiment Trafic Persoane, Servicii Alternative (Adăpost de Noapte Pentru Copiii Străzii, Adăpostul de Zi și de Noapte pentru Copiii Străzii), Serviciul Rezidențial Copii (centre de plasament, Centrul de Primire a Copilului în Regim de Urgență, Centrul de Primire în Regim de Urgență Copil Abuzat, Centrul Maternal, Complex de servicii comunitare).
Scopul activității Direcției de Protecție a Copilului se axează pe intervenția specializată și dezvoltarea serviciilor adecvate pentru acordarea de asistență și protecție copilului aflat în dificultate și familiei acestuia, prin toate formele și mijloacele prevăzute de lege.
DGASPC au responsabilități în cazurile de abuz, rele tratamente, neglijare sau exploatare, inclusiv exploatare prin muncă, trafic de copii, repatrierea și reintegrarea socială a copiilor neînsoțiți, respectiv returnarea familiilor cu copii și acordarea de servicii de sprijin în funcție de nevoi. Aceste responsabilități sunt complementare cu cele ale consiliilor locale (vezi mai jos). Din acest motiv este esențial ca DGASPC și consiliile locale să aibă o strânsă colaborare. În situația copiilor căror părinți divorțează, DGASPC poate juca un rol complementar față de autoritatea tutelară.   Există însă neconcordanțe cu privire la metodologiile de lucru ale celor două instituții (de exemplu, cu privire la metodologia efectuării anchetelor sociale) deoarece nu există norme metodologice de aplicare a Legii 272/2004

### Direcția de Asistență Socială
Direcția de Asistență Socială are în componență: Serviciul de Plăți și Prestații Sociale, Serviciul de Evaluare Complexă a Persoanelor Adulte cu Handicap, Serviciul de Asistență Socială (Compartiment Rezidențial Adulți, Compartiment Intervenții în Regim de Urgenta Adulți, Centru de Pregătire pentru o Viață Independentă, Compartiment Anti-sărăcie și Prevenirea Marginalizării Sociale)

### Direcția Economică
Direcția Economică este formată din: Serviciul Contabilitate, Analize și Urmăriri Angajamente Bugetare, Compartiment Financiar Salarizare, Serviciul Administrativ Gospodăresc (Coloana Auto, Compartiment Administrativ).

## Obiectivele activității
Scopul DGASPC, ca serviciul public specializat în protecția copilului, este transpunerea în practica a Normelor Convenției Organizației Națiunilor Unite, în legătura cu protecția copilului și a strategiei guvernamentale în domeniu, activitatea cuprinzând următoarele domenii:
- Respectarea și promovarea drepturilor fiecărui copil;
- Asigurarea dezvoltării copilului în centrul de plasament cât mai apropiat de mediul familial;
- Reevaluează periodic condițiile care au dus la separarea copilului de mediul familial și caută soluțiile cele mai bune pentru reintegrare;
- Ia măsurile necesare în cazul în care  se observă o posibilă cauză care poate duce la separarea copilului de unul dintre părinți, putând numi un tutore provizoriu până la soluționarea cauzei;
- Evaluează garanțiile morale și condițiile materiale pe care trebuie să le îndeplinească familiile sau persoanele care pot deveni tutori și care pot primi un copil în îngrijire;
- Asigurarea protecției temporare a copilului în centrul de plasament, asigurând proiectul individual de protecție cu soluții pentru integrarea sau reintegrarea sa familială;
- Crearea caracterului deschis a centrului către societate, integrarea acestuia în comunitate prin modul de organizare, funcționare, prin relațiile pe care le promovează;
- Scăderea treptată a numărului de copii ocrotiți din centrele de plasament prin diversificarea serviciilor destinate protecției copilului, informarea și pregătirea profesională a personalului;
- Asigurarea ocrotirii copilului în mediul lui natural, în familia biologică, familie de îngrijire temporară (plasament sau încredințare), asistenți maternali profesioniști, familie adoptivă;
- Implicarea în rezolvarea cazurilor de abuz emoțional asupra copilului datorate boicotării programelor de legături personale dintre minor și părinți sau orice alte persoane semnificative din viața minorului (Art. 14 și 15 din Legea 272/2004).

## Servicii oferite
Principalele servicii oferite de DGASPC în cazurile de exploatare a copiilor prin muncă, trafic de copii și în cazul copiilor repatriați 
1. serviciile telefonul copilului pentru semnalarea tuturor situațiilor de violență asupra copilului și, după caz, pentru semnalarea situațiilor de violență în familie, în cadrul cărora funcționează câte o echipă mobilă de intervenție pentru situațiile de urgență;
2. centrele de primire în regim de urgență pentru copilul abuzat, neglijat și exploatat - care își extind activitatea pentru toate formele de violență asupra copilului;
3. centrele de consiliere pentru copilul abuzat, neglijat și exploatat  -  care își extind activitatea pentru toate formele de violență asupra copilului;
4. centrele de tranzit pentru protecția și asistența copiilor repatriați și/sau victime ale traficului.

## Diferențe și asemănări între serviciul deAutoritate Tutelarăși DGASPC[2]
Autoritatea Tutelara face parte din serviciile comunitare înființate în subordinea consiliilor locale ca și alte servicii printre care și DGASPC. Diferența dintre aceste doua instituții este obiectul de activitate, în sensul că Autoritatea Tutelară se ocupă de eliberarea actelor administrative de dispoziție, de conservare, curatele, tutele, etc. DGASPC are atribuții privind protecția copilului în situații de abandon familial, rele tratamente aplicate minorului, în concluzie tot ceea ce ține de siguranța fizică și psihică a minorilor.
Exemple: 
1. DGASPC în situațiile stabilite de lege poate cere decăderea din drepturile părintești ale unuia dintre părinti sau a ambilor părinți. Autoritatea tutelara numește un curator la cerere sau din oficiu sau tutore în situațiile când un minor este asistat sau reprezentat în instanță ori alte instituții ale statului.
2. Autoritatea Tutelară se implică însă la dezbaterea unei succesiuni, dacă un minor are interese contrare cu părintii sai privind masa succesorală, Autoritatea Tutelară numește un curator pentru a reprezenta/asista minorul la notariat. Atribuțiile celor două instituții nu se intercalează ci sunt reglementate de legi diferite.

## Diferențe și asemănări între serviciul deSPASși DGASPC
Pentru mai multe detalii vezi Ordinul Nr. 95 din 13 martie 2006, pentru aprobarea Metodologiei de lucru privind colaborarea dintre DGASPC si SPAS sau persoanele cu atribuții de asistenta socială (SCC), în domeniul protecției drepturilor copilului (emitent: ANPDC, act publicat în M.O. nr. 305 din 5 aprilie 2006)

## Organizațiile implicate în protecția copiilor
- DGASPC - Direcția Generală de Asistență Socială și Protecția Copilului
- ANPDC - Autoritatea Națională pentru Protecția Drepturilor Copilului
- SCC - Structurile comunitare consultative
- SPAS - Serviciile publice de asistență socială
- Autoritatea tutelară